# Batwheels
Batwheels is een Amerikaanse animatieserie over superhelden voor kinderen die op 17 september 2022 in première ging op HBO Max.
De lineaire première vond plaats op 17 oktober 2022 op Cartoonito, een kleuterschoolblok van Cartoon Network.  Het tweede seizoen ging op 12 januari 2024 in première op Max. In oktober 2024 werd de serie verlengd voor een derde seizoen. Seizoen 3 zal ergens in 2025 in première gaan, op Max. 

## Verhaallijn
De voertuigen van de Bat-Family worden tot leven gebracht door de Batcomputer en vormen de "Batwheels". Dit is een team onder leiding van de Batmobile of "Bam" dat de misdaad in Gotham City bestrijdt.

## Personages

### De Batwheels
- De Batmobile / Bam (ingesproken door Jacob Bertrand ), de onzekere leider van de Batwheels [3]
- Redbird / Red (ingesproken door Jordan Reed in seizoen één en Titus Blake in seizoen twee), Robins auto en de jongste van de Batwheels [3]
- Batgirl Cycle / Bibi (ingesproken door Madigan Kacmar), Batgirl's kleine maar impulsieve motorfiets [3]
- Bat Truck / Buff (ingesproken door Noah Bentley), een goedhartige monstertruck die als spierbundel van de Batwheels fungeert [3]
- De Batwing / Wing (ingesproken door Lilimar ), Batmans geavanceerde en zelfverzekerde supersonische straaljager [3]
- De Batcomputer / BC (ingesproken door Kimberly D. Brooks ), de trainer, supervisor, dispatcher en moederfiguur van het team [3]
- MOE (ingesproken door Mick Wingert ), een afkorting voor Mobile Operation Expert, is de vriendelijke maar sarcastische robotmonteur van Batman [3]

- Bruce Wayne / Batman (ingesproken door Ethan Hawke ), een burgerwacht die opereert in Gotham City en vaderfiguur is van de Batwheels [4] Hawke heeft eerder de rol voor Joel Schumacher 's Batman Forever afgewezen. [5]
- Duke Thomas / Robin (ingesproken door AJ Hudson), een mysterieus lid van de Bat-Family die zichzelf wil bewijzen in de ogen van Batman [4]
- Cassandra Cain / Batgirl (ingesproken door Leah Lewis ), een waaghals en technisch onderlegd lid van de Bat-Family, die als een 'grote zus' in de groep fungeert [4]
- Oliver Queen / Green Arrow (ingesproken door MacLeod Andrews ), een burgerwacht-boogschutter uit Star City en een vriend van Batman [6]
- Dick Grayson / Nightwing (ingesproken door Zachary Gordon ), een superheld die vroeger samen met Batman misdaad bestreed, maar momenteel in verschillende steden misdaad bestrijdt

### Het Legioen van Zoom
- Badcomputer (ingesproken door SungWon Cho ), een AI-computersoftware in een scorebord en tijdelijk in een televisie die de Bat Computer wil vervangen als de krachtigste computer op aarde [7]
- Crash (ingesproken door Tom Kenny ), Badcomputer's crash-dummy-achtige robot-minion [7]
- Prank (ingesproken door Griffin Burns), Joker's grappige en grappige busje [7]
- Jestah (ingesproken door Alexandra Novelle), Harley Quinns vrolijke ATV [7]
- Ducky (ingesproken door Ariyan Kassam), de ondeugende eend van Penguin op een boot met wielen [7]
- Quizz (ingesproken door Josey Montana McCoy ), Riddlers quiz-liefhebbende helikopter [7]
- Snowy (ingesproken door Xolo Maridueña ), de slechte maar zachtaardige sneeuwkruiper van Mr. Freeze, die ook de vriend van Buff is [7]

### De Schurkengalerij
- De Joker (ingesproken door Mick Wingert), Batmans aartsvijand en de zelfverklaarde "Clown Prince of Crime" [8]
- Harleen Quinzel / Harley Quinn (ingesproken door Chandni Parekh), Jokers partner-in-crime en vriendin [8]
- Oswald Cobblepot / The Penguin (ingesproken door Jess Harnell ), een elegante pinguïnachtige crimineel [8]
- Edward Nigma / The Riddler (ingesproken door SungWon Cho), een door raadsels geobsedeerde crimineel [8]
- Victor Fries / Mr. Freeze (ingesproken door Regi Davis), een superschurk met een ijsthema en een mechanisch pak [8]
- Selina Kyle / Catwoman (ingesproken door Gina Rodriguez ), een inbreker met een kattenthema [8]
- Pamela Isley / Poison Ivy (ingesproken door Kailey Snider), een schurk met een plantenthema [9]
- Jack Nimball / The Toyman (ingesproken door James Arnold Taylor ), een schurk met een speelgoedthema die ook een vijand is van Superman [8]
- Edgar Heed / Egghead (ingesproken door Maurice LaMarche ), een schurk met een ei-thema [10]
- Clayface (ingesproken door Chad Kroeger ) is een stuk klei met een wiel op zijn rechterschouder en een vierkante stalen buis op zijn linkerschouder. Hij draagt een witroze pet en is afgezet met politielint. Clayface is een roestig sportwiel met een blauw, vierkant licht.
- Condiment King (ingesproken door Mick Wingert)
- Muziekmeester (ingesproken door Andy Sturmer )
- Koning Toetanchamon (ingesproken door Wayne Knight )

### De Gotham Guardians
- Kitty (ingesproken door Kinza Khan), Catwoman's speelse kattenauto
- Goldie (ingesproken door Chandni Parekh), het pijlvliegtuig van Green Arrow, de vliegende vriend van Batwing
- Nightbike (ingesproken door Nick Fisher), Nightwing's motorfiets
- Grundy (ingesproken door Fred Tatasciore ), een monstertruck in de stijl van een kiepwagen

### Minderjarige
- ADAM (ingesproken door Adam West met gearchiveerde dialogen): Batman's eerste Batmobile.
- John Stewart / Green Lantern (ingesproken door Todd Williams ), een van Batmans teamgenoten in de Justice League .
- Ray Palmer / The Atom (ingesproken door Dee Bradley Baker ), een van Batmans teamgenoten in de Justice League .

## Nasynchronisatie
| Personage                  | Nederlandse stem        |
| -------------------------- | ----------------------- |
| Bam / Batmobile            | Trevor Reekers          |
| Batcomputer                | Randy Fokke             |
| M.O.E.                     | Paul Boereboom          |
| Red / Redbird              | Sil van der Zwan        |
| Batgirl Cycle / Bibi       | Fé van Kessel           |
| Bat Truck / Buff           | Jimmy Lange             |
| Batwing / Wing             | Roos van der Waerden    |
| Badcomputer                | Marcel Jonker           |
| Crash                      | Fred Meijer             |
| Prank                      | Yannick van de Velde    |
| Jestah                     | Yolanthe Sneijder-Cabau |
| Ducky                      | Lex Passchier           |
| Quizz                      | Chris Zegers            |
| Snowy                      | Jules Vosmaer           |
| Goldie / Arrowplane        | Tara Hetharia           |
| Bruce Wayne / Batman       | Jelle Amersfoort        |
| Duke Thomas / Robin        | Boyan van der Heijden   |
| Cassandra Cain / Batgirl   | Fauve Geerling          |
| Oliver Queen / Green Arrow | Jamai Loman             |
| Dick Grayson / Nightwing   | Mitch Wolterink         |
| Joker                      | Rolf Koster             |
| Pinguin                    | Bob van der Houven      |
| Riddler                    | Martijn Fischer         |
| Harley Quinn               | Bracha van Doesburgh    |
| Catwoman / Selina Kyle     | Robin Martens           |
| Toyman                     | Pepijn Gunneweg         |
| Nightbike                  | Christaan Schreuder     |
| Kitty                      | Vajèn van den Bosch     |

### Muziek Openingslied
- Stephan Holwerda
- Paul Disbergen
- Jeroen van der Boom

De dialogen en zang werden vertaald door Mike Kuyt en geregisseerd door Huub Dikstaal en Louis van Beek. De Nederlandse nasynchronisatie werd verzorgd door Wim Pel Productions.